# Aiolia (Insel)
Aiolia (altgriechisch Αἰολία Aiolía, lateinisch Aeolia) war in der griechischen Mythologie eine sagenhafte, schwimmende Insel im fernen Westen und Sitz des Aiolos, des Gottes der Winde.
Die Insel ist von Steilklippen und einer ehernen Mauer umgeben und trägt Züge einer Toteninsel.
Bereits in der Antike wurde die Insel in der realen Geografie als eine der Aeolischen Inseln (Αἰόλου νῆσοι Aiólou nḗsoi) verortet.

## Quelle
- Homer, Odyssee 10,1–76